# سرخس نخلی
سرخس نخلی (نام علمی: Cycadophyta) نام یک دسته از آوندداران است.
سرخس‌های نخلی گیاهان مخروط‌داری هستند که با مخروطیان خویشاوندی دارند.
احتمال می‌رود سرخس‌های نخلی اولین گیاهان دانه‌دار روی زمین بوده باشند. سرخس‌های نخلی، ساقه‌های بدون شاخهٔ ضخیمی دارند که در
انتهای این ساقه‌ها تاجی از برگ قرار گرفته‌است. بعضی از این ساقه‌ها کم‌وبیش شبیه ساقهٔ آناناس هستند.